# صحراء نولاربور

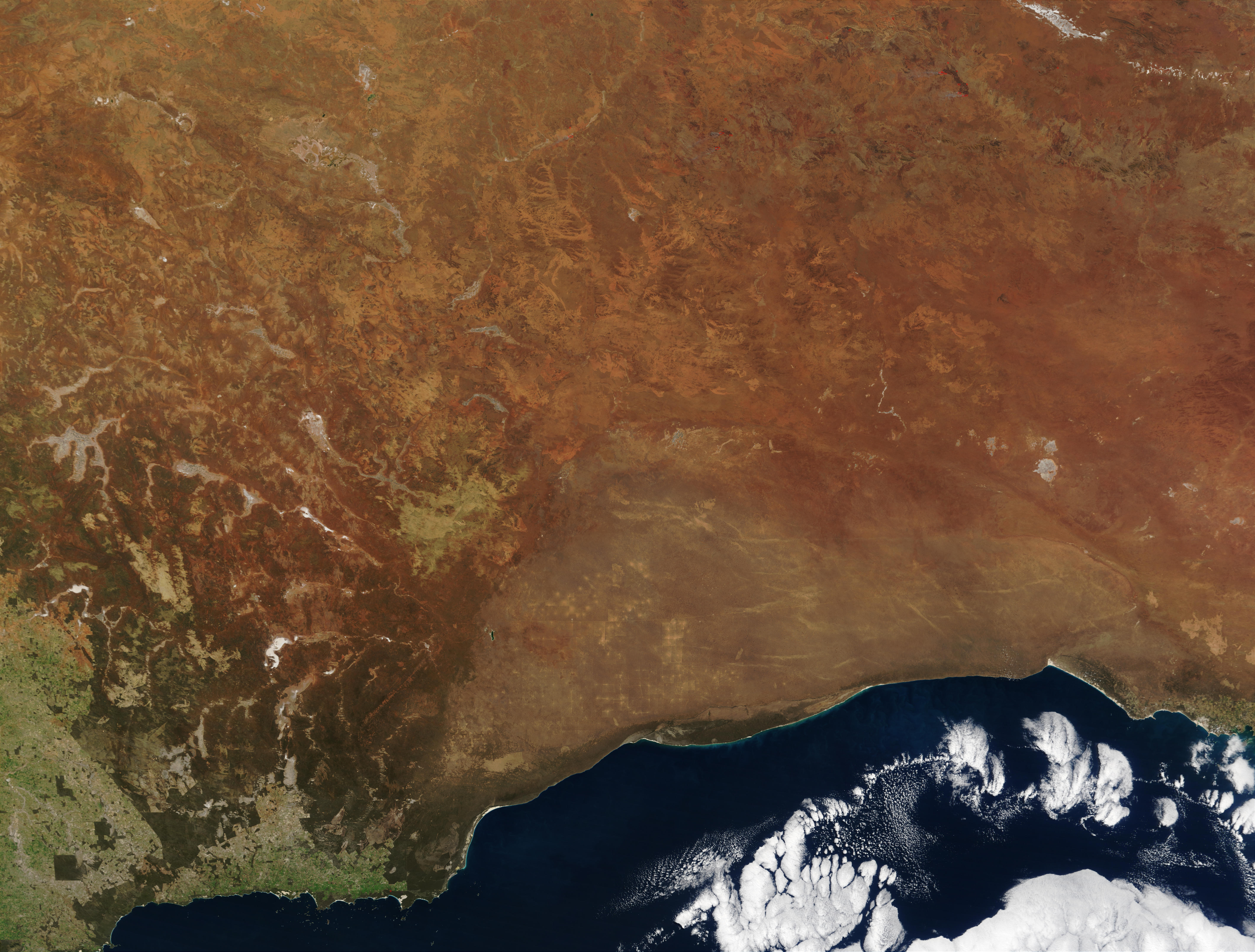
صورة التقطت من قبل ناسا لصحراء نولاربور

صحراء نولاربور (بالإنجليزية:The Nullarbor Plain) هو سهل نولاربور يعتبر من الأراضي القاحلة أو شبه القاحلة في جنوب أستراليا، وتقع على ساحل خليج أستراليا الكبير مع الصحراء فيكتوريا الكبرى إلى الشمال، تحتل الصحراء مساحة 200,000 كيلومتر مربع (77,000 ميل مربع) ، في أوسع نقطة تمتد حوالي 1100 كلم (684 ميل) من الشرق إلى الغرب بين جنوب أستراليا وأستراليا الغربية.

## جغرافية الصحراء
ويعتقد أن سهل نولاربور قد تكون في قاع البحار السابق كما أن المنطقة تعد موطنا لحجار الجير ، إحدى النظريات تقول ان منطقة الصحراء قد رفعت كلها جراء حركات القشرة الأرضية، ومنذ ذلك الحين تعرض للتعرية بفعل الرياح والأمطار، مما أدى إلى جعله أرض مسطحة للغاية، ويعد سهل من سلسلة من الطبقات الداخلية، كل طبقة مسطح.

## الراجع
1. ↑  GeoNames (بالإنجليزية), 2005, QID:Q830106
2. ↑  Across the Nullarbor Plain [وصلة مكسورة] نسخة محفوظة 10 أكتوبر 2007 على موقع واي باك مشين.
3. ↑  Stratigraphic Search - Full Results - Geoscience Australia نسخة محفوظة 15 يوليو 2015 على موقع واي باك مشين.